# Fêtes et jours fériés en Croatie

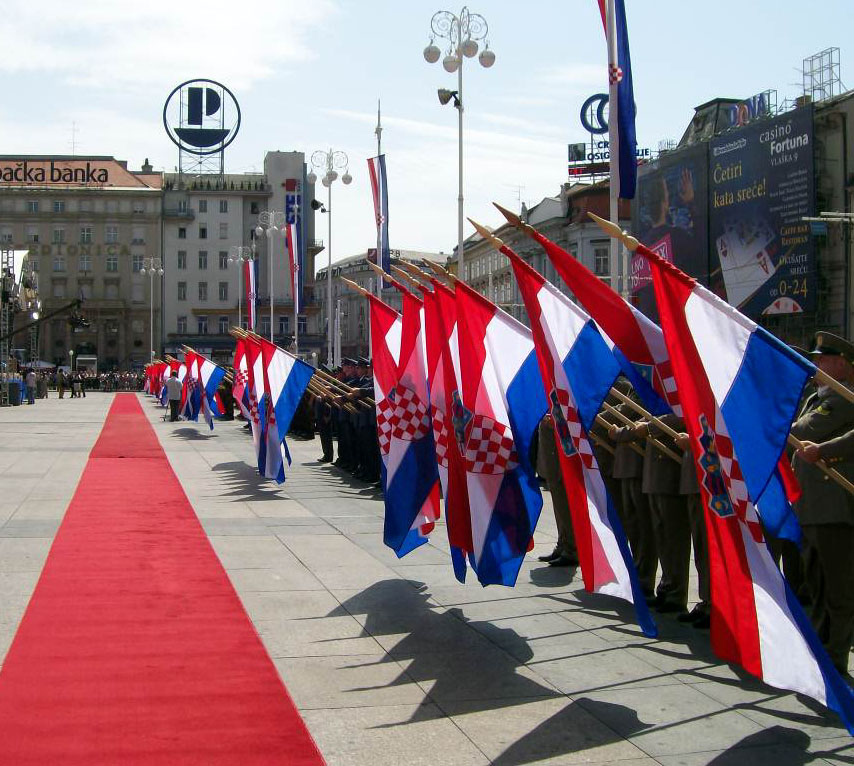
Drapeaux croates présentés lors de la fête nationale.

Les fêtes et jours fériés en Croatie sont l'ensemble des fêtes religieuses et civiles qui sont légalement définies par la loi croate.

## Récapitulatif
| Date                              | Nom français                             | Nom local                                             |
| --------------------------------- | ---------------------------------------- | ----------------------------------------------------- |
| 1er janvier                       | Jour de l'an                             | Nova Godina                                           |
| 6 janvier                         | Épiphanie                                | Bogojavljenje, Sveta tri kralja                       |
| Pâques                            | Pâques                                   | Uskrs                                                 |
| Lendemain de Pâques               | Lundi de Pâques                          | Uskrsni ponedjeljak                                   |
| 1er mai                           | Fête du travail                          | Međunarodni praznik rada                              |
| 30 mai                            | Fête nationale croatie                   | Dan državnosti                                        |
| Deuxième jeudi après la pentecôte | Fête-Dieu                                | Tijelovo                                              |
| 22 juin                           | Fête de la résistance antifasciste       | Dan antifašističke borbe                              |
| 5 août                            | Jour de la Victoire                      | Dan pobjede i domovinske zahvalnosti                  |
| 15 août                           | Assomption de Marie                      | Velika Gospa                                          |
| 1er novembre                      | Toussaint                                | Dan svih svetih                                       |
| 18 novembre                       | Jour du souvenir de la guerre intérieure | Dan sjećanja na žrtve Domovinskog rata                |
| 25 décembre                       | Noël                                     | Božić                                                 |
| 26 décembre                       | Fête de la Saint-Étienne                 | Prvi dan po Božiću, Sveti Stjepan, Štefanje, Stipanje |

La Croatie a la particularité d'être le seul pays de l'Union européenne à permettre au citoyens de confession musulmane d'avoir deux jours fériés ; l'Aïd el-Fitr et l'Aïd al-Adha. Il en est de même pour la communauté juive croate, qui bénéficie de Rosh Hashanah et de Yom Kippur comme jours fériés.

## Fêtes et traditions en Croatie

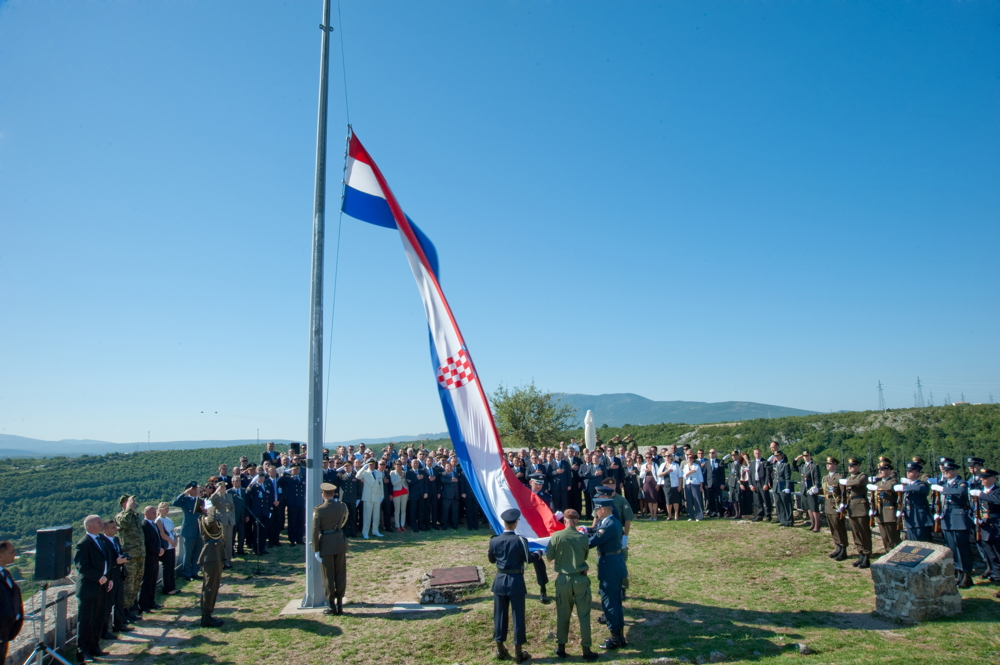
Cérémonie de commémoration le 5 août 2011.

### Fête nationale croate
La fête nationale croate commémore la proclamation de la séparation de la Croatie et de la Yougoslavie le 25 juin. Ce jour a été désigné comme fête nationale depuis 2001. Le pays célèbre également le Jour de l’indépendance le 8 octobre, date anniversaire de la déclaration d’indépendance à la Yougoslavie en 1991. Ce jour est férié depuis octobre 2002.

### Jour de la Victoire
Le jour de la Victoire, célébré tous les 5 août célèbre l'opération militaire menée du 4 au 7 août 1995 qui permit à la Croatie de reprendre la région de Krajina aux serbes ainsi que plusieurs autres territoires. 